# Мертір-Тідвіл
Ме́ртір-Ті́двіл (англ. Merthyr Tydfil, валл. Merthyr Tudful) — місто на півдні Уельсу, адміністративний центр області Мертір-Тідвіл.
Населення міста становить 30 483 особи (2001).
У місті 2004 року засновано відомий у світі бренд одягу «Weekend Offender».

## Спорт
- «Мертір Таун»[2]

## Відомі люди

### Народилися
- Джон Джемс Г'юз, більше відомий як Джон Юз — британський гірничий інженер, засновник українського міста Донецьк.